# 鄭兆聰
鄭兆聰（Cheng Siu Chung Ricky，1972年9月29日—），已退役香港職業足球員，70代香港隊中場主力鄭國根之子，曾以年薪一百萬港元成為香港最高身價球員。退役後轉任教練，現擔任港超聯球隊冠忠南區技術總監，同時為now寬頻電視足球評述員。

## 早年生活
鄭兆聰生於香港，父親鄭國根和叔父鄭國威都是甲組足球員。受到父親影響，自小喜歡踢足球，時常到球場看父親練習及比賽，8歲時隨家人移民到中美洲的哥斯達黎加。移民後鄭兆聰並沒有改變他的興趣，仍然非常喜愛足球。

## 球員生涯
鄭兆聰曾代表哥斯達黎加參加世少盃及世青盃外圍賽等國際青年賽事，16歲時正式在哥斯達黎加開始甲組球員生涯，18歲時被當地大球會亞拉祖拿看中羅致他加盟。但因他當時年紀太輕，經常苦無當正選的機會，大部份時間坐在後備席觀看球賽，對他而言這種滋味並不好受，漸漸地他便開始有離開球隊的意思。由於他的父親也經常有與香港足球圈的人士聯絡，得悉當時愉園剛巧正在尋找一名左翼，在父親的鋪橋搭路之下，鄭兆聰決定於1993年回港效力愉園，上陣13場射入4個入球。因為表現出色，翌季即被東方羅致。及後再加盟南華，並成為香港足球代表隊攻擊主力。1997年，快譯通以破紀錄的100萬港元年薪，高薪挖角鄭兆聰加盟，使他成為香港甲組足球聯賽最高薪球員。其後輾轉效力南華與快譯通之間。
2002年，印尼超球隊馬卡薩有意邀請鄭兆聰加盟，而且已前往當地試腳，加上馬卡薩開出一個幾理想的條件，但最後鄭兆聰因為家庭放棄外流機會，重返愉園。2003年加盟傑志，擔任助教兼球員，直至2006年正式掛靴。

## 教練生涯
退役後，鄭兆聰在傑志擔任助教之餘，亦兼任丙組聯賽球隊南區教練，並於2006–07年及2007–08年度，連續兩屆獲得亞軍，惟可惜兩屆都在丙組總決賽中落敗，未能取得升上乙組聯賽的資格。
2009年3月23日，在傑志教練摩蘭奴請辭後，助教鄭兆聰獲委任為代教練直至球季結束。2010–11年度球季，傑志聘請西班牙教練甘巴爾執教，鄭兆聰恢復擔任助教。鄭兆聰於球員生涯後期，已開始在香港有線電視擔任足球評述員，其後被now tv挖角加盟，主要負責評述西甲賽事。他亦曾經在新城電台任體育電台節目的嘉賓主持。
2015–16球季，鄭兆聰離開傑志，出任冠忠南區的主教練，並在2016–17年度球季續任主教練一職，同時亦在樂視體育擔任英超評述員。2020年3月16日，由於執教成績未如理想，冠忠南區宣佈鄭兆聰離任，而球隊餘下球季的操練將由貝可泓及高尼路共同負責。
2022–23球季，經過上季回歸擔任技術總監後，鄭兆聰在新一季重掌冠忠南區總教練一職。他成功帶領球隊奪得賽馬會菁英盃，這也是冠忠南區參戰港超以來首項錦標。
2023年6月6日，冠忠南區宣布鄭兆聰將轉任球隊技術總監。

## 個人榮譽
- 墨西哥青年賽事神射手 一次（1988）
- 香港足球明星選舉最佳十一人 五次（1995–96, 1996–97, 1997–98, 1998–99, 1999–00）
- 香港足球先生 一次（1995–96）

## 外部連結
- 香港足球總會網頁球員註冊資料 （页面存档备份，存于）